# José María Vilches
José María Vilches (Alcalá de Henares, España; 27 de septiembre de 1935 - Buenos Aires, Argentina; 16 de octubre de 1984) fue un reconocido actor, recitador y director español que, radicado en Argentina, intervino en grandes éxitos para televisión, cine y teatro.

## Biografía
Estudio en el Teatro Popular Universitario y en la Real Escuela Superior de Arte Dramático. Su familia estuvo dividida por la guerra civil española. Convivió junto a sus diez hermanos, siendo él el menor de los once.
Llegó a Buenos Aires en 1962, cuando arribó para hacer temporada en el Teatro Odeón. El actor se vino a la Argentina para actuar solo una temporada en una obra y se quedó para siempre.

## Carrera

### Cine
Tuvo una importante intervención cinematográfica tanto en Argentina como en su país natal:
- 1959: De espaldas a la puerta, junto con Emma Penella, Amelia Bence y Luis Prendes.
- 1960: Amor bajo cero, con actores de la talla de Tony Leblanc, Concha Velasco y George Rigaud.
- 1961: El coloso de Rodas como "Eros" , al lado de Rory Calhoun y Lea Massari.
- 1963: 40 años de novios, junto a Lolita Torres y Germán Cobos.[1]
- 1964: Las mujeres los prefieren tontos también conocido como Placeres conyugales, junto con un gran elenco de primeras figuras en las que se encontraban Luis Sandrini, Ana María Campoy, Diana Maggi, Ámbar La Fox y Nelly Beltrán.
- 1964: Proceso a la ley.
- 1974: Morir por nada también conocida como Delincuencia juvenil, con Jorge Barreiro, Eduardo Rudy, Miguel Herrera y Guillermo Macro.[2]

### Televisión
- 1964 -1970: El amor tiene cara de mujer estelarizadas por Bárbara Mujica, Iris Láinez, Delfy de Ortega y Angélica López Gamio.
- 1965: Candilejas, dirigida por Enrique Carreras, compartiendo escenas con Juan Carlos Altavista, Adolfo García Grau y  Fernando de la Vega.
- 1965: Teatro del sábado,  junto a Lola Membrives.
- 1968 - 1969: formó parte del elenco de El mundo del espectáculo con Lolita Torres, Hebe Donay, Horacio O'Connor y Esteban Serrador, en la que personificaba a diversos personajes cómicos como "Julio", "Pedro Valiente" y "Perico".
- 1970: Esto es teatro, en el capítulo Casarse con una viuda, que cosa más peliaguda, personificando a "Filomeno". Emitido  por Canal 13, y junto a Gabriela Gilli, Darío Vittori, Menchu Quesada, Amalia Bernabé y Enrique Liporace.
- 1972: Alta Comedia en el episodio La hermana San Suplicio.
- 1973: Teatro Argentino,  emitidos por Canal 7.
- 1973: El teatro Pacheco, por Canal 9
- 1976: Teatro como en el teatro

En el 2011 se emitió el programa Teatro por la identidad en la que rememoraban la aclamada obra El Bululú , esta vez con la dirección del actor Mauricio Dayub.

### Teatro
- El fin del paraíso (1958), en Madrid, en el Teatro de Recoletos .
- Una tal Dulcinea (1961)
- Yerma (1962), de Federico García Lorca, junto a María Casares y dirigida por Margarita Xirgu, obra con la que aceptó quedarse a actuar, luego de su debut en Buenos Aires en el teatro Odeón con la compañía española.
- Los habladores, en el Teatro Cervantes.
- La feria de Cuernicabra
- Don Gil de las calzas verdes
- Bodas de sangre
- La malquerida
- El cuervo (1972)
- Las prostipatéticas (1972)
- Mamá con niña (1972)
- El Bululú (1975), un bufón que el actor supo llenar con su encanto de trovador y con la que recorrió gran parte del país durante sus nueve años ininterrumpidos en el cartel. Esta obra solía tener una escenografía mínima: contaba sólo con una silla, una flor y una valija. Llegó a ser un éxito masivo que superó las 1.500 funciones y por la que obtuvo muchísimos premios.
- A las mil maravillas (1978).
- Donde madura el limonero (1983), dedicado a Antonio Machado.[4]

Además, trabajó con Lola Membrives, Alfredo Alcón y Norma Aleandro, entre otros.
En 1975, siguiendo su pasión por Antonio Machado, Miguel Hernández, Quevedo y Lópe de Vega siguió uno de sus principales instintos: el viaje.
Con sus unipersonales pudo recorrer Argentina, Chile, Uruguay y Paraguay.
El actor supo decir en una de sus giras 

«No le tengo miedo a la sala vacía. Me importa tener éxito frente a mí mismo, no traicionarme, actuar para diez personas con las que puedo tener algo en común».

## Tragedia y fallecimiento
José María Vilches murió el 16 de octubre de 1984 en un accidente automovilístico en la ruta nacional número 3 a la altura del kilómetro 220 en estación Pardo, muy cerca de la ciudad de Las Flores. El actor viajaba a Coronel Suárez con su representante Ángel Mariconda Turino y junto al director y productor Willy Wullich. Aquel martes llovió torrencialmente, había escasa visibilidad y el suelo estaba muy resbaladizo. Chocó de frente contra otro auto en el que iban un hombre y una mujer quienes también murieron en la ruta. Vilches tenía 49 años.

## Homenajes
En su memoria desde 1984, la ciudad de Mar del Plata entrega el premio municipal de cultura "Premios José María Vilches".
En el 2012 el Canal Crónica TV lo menciona en uno de sus episodios del especial titulado "La tragedia de los famosos".
En el 2013, se pone en escena en el Teatro Real de Córdoba la obra Tres para un Bululú que trata de homenajear al actor español a partir de un montaje que utiliza varias estéticas que confluyen en el circo.